# Andreas Zehnder
Andreas Zehnder (* 11. Dezember 1965 in Frauenfeld) ist ein ehemaliger Schweizer Eishockeyspieler und aktueller Eishockeytrainer.

## Karriere
Andreas Zehnder spielte von 1982 bis 1985 beim SC Herisau, bevor er nach einer Saison beim EHC Dübendorf zum EHC Kloten wechselte. 1989 wechselte er zum Zürcher SC, mit dem er mehrfach Schweizer Meister wurde. Nachdem er 2001/02 eine Saison beim EHC Chur spielte, wechselte er für die nächsten drei Saisons zum EHC Basel. 2005 wechselte er zum SC Weinfelden, wo er 2008 seine Spielerkarriere beendete.
International war er im Kader der Schweizer Eishockeynationalmannschaft bei den Eishockey-Weltmeisterschaften bei der A-WM 1994 und bei der B-WM 1995.
Seit 2009 ist er als Trainer im Nachwuchs des EHC Winterthur aktiv.